# Eindhoven Strijp-S
Eindhoven Strijp-S – stacja kolejowa w Eindhoven, w prowincji Brabancja Północna, w Holandii. Znajdują się tu 3 perony.